# Andrena kirgisica
Andrena kirgisica là một loài Hymenoptera trong họ Andrenidae. Loài này được Osytshnjuk mô tả khoa học năm 1994.